# Ганем, Дония Самир
До́ния Сами́р Га́нем (араб. دنيا سمير غانم‎; 1 января 1985, Каир, Египет) — египетская актриса и певица.

## Биография
Дония Самир Ганем родилась 1 января 1985 года в Каире (Египет). В школьные годы Самир Ганем участвовала в школьных спектаклях и шоу. Её отец плакал, когда он впервые услышал, как она поет для Файруз, а мать призвал её заняться актёрской карьерой с самого раннего возраста.

## Карьера
Начиная с 1995 года Дония снялась более чем в 20-ти фильмах и телесериалах. Самир Ганем привлекла к себе внимание, сыграв в египетском телесериале «Есть много способов для справедливости».
Также Дония является певицей.

## Личная жизнь
С 6 июня 2013 года Дония замужем за журналистом Рэми Рэдваном. У супругов есть дочь — Кейла Рэдван (род. в марте 2014).